# El Aguacero
El Aguacero es un álbum recopilatorio del músico y cantante de tangos Rubén Juárez, fue editado por el sello EMI Odeón en 1974 y cuenta con 12 canciones representativas de toda la incipiente (hasta ese momento) carrera de Ruben Juárez

## Lista de temas
| El aguacero |                             |          |  |
| N.º         | Título                      | Duración |  |
| 1.          | «Por amor*»                 | 2:22     |  |
| 2.          | «El último farol»           | 2:35     |  |
| 3.          | «El aguacero»               | 2:54     |  |
| 4.          | «De vuelta al bulin»        | 4:53     |  |
| 5.          | «Una como vos»              | 3:33     |  |
| 6.          | «Sueño de barrilete»        | 4:13     |  |
| 7.          | «Es tuyo mi corazón»        | 4:21     |  |
| 8.          | «Mas solo que nunca»        | 3:33     |  |
| 9.          | «La serenata de ayer»       | 3:28     |  |
| 10.         | «Milonga de corralón»       | 3:38     |  |
| 11.         | «Mañana iré temprano»       | 3:38     |  |
| 12.         | «Tengo todo lo que he dado» | 2:56     |  |

- Datos: Q42906264